# Critiques des théories de l'évolution
Les théories de l'évolution biologique, qui considèrent que certaines espèces ont pu générer de nouvelles espèces, dont l'homme, sont souvent critiquées car elles s'opposent non seulement au concept de création divine de chaque espèce mais aussi à une vision spirituelle de l'être humain, en le présentant comme le simple résultat du hasard, obéissant uniquement à des processus physiques. Cette critique émane en particulier des croyants qui refusent l'idée d'évolution par fidélité à leurs textes sacrés : la Torah, la Bible et le Coran affirment l'origine divine de l'univers, des plantes (« selon leur espèce »), des animaux (« selon leur espèce ») et de l'homme ; cette critique émane également des défenseurs du dessein intelligent. Une réprobation fréquente concerne l'idée que l'intelligence humaine — capable de parler et d'écrire, d'introspection, d'analyse du passé et de projection dans le futur, de production artistique, de sens moral, etc. — émanerait d'une intelligence animale.

Ceux qui ne veulent considérer que la création dite « ex nihilo », sans considérer aucune évolution des espèces, soutiennent le dogme du créationnisme. D'autres acceptent l'idée d'évolution mais refusent l'idée, inspirée de Darwin, que les mécanismes principaux en soient les mutations et la sélection naturelle, théorie désignée sous le nom de « darwinisme ». Certains avancent que l'évolution serait « dirigée » (orthogenèse), alors que pour d'autres elle serait « orientée » vers une complexification croissante (néo-lamarckisme).
Divers philosophes des sciences, historiens des sciences et scientifiques qui soutiennent l'idée d'évolution, se distancient néanmoins de certaines thèses évolutionnistes qui, selon eux, manquent de rigueur scientifique ; une de leurs objections concerne certaines conclusions tirées de l'analyse de fossiles considérés comme transitionnels. Des non-évolutionnistes prétendent que les preuves avancées par les évolutionnistes pour justifier l'apparition de nouvelles espèces (spéciation, macroévolution) se fondent sur des exemples d'évolution au sein d'une même espèce (microévolution), possibilité qui n'est généralement pas contestée. D'autres critiquent les conséquences idéologiques d'un détournement de la théorie darwinienne de l'évolution en projetant celle-ci sur le fonctionnement de l'économie, servant à présenter le capitalisme comme naturel.

## Origines philosophiques du débat
Selon le logicien et philosophe des sciences Jean Largeault, les origines du débat remontent à l'Antiquité et il s'est poursuivi durant vingt siècles, donnant lieu à des courants de pensées opposés :
- Monisme et dualisme. Les monistes voient l'univers formé d'une seule réalité fondamentale (soit matérielle, soit immatérielle, spirituelle), alors que les dualistes dissocient le monde matériel du monde spirituel.
- Matérialisme et spiritualisme. Le matérialisme considère qu'il n'y a pas d'autre substance que la matière, dont dérive la conscience. Il rejette ainsi toute idée d'esprit transcendant la matière, d'âme, de divinité, d'au-delà, etc. Au contraire, pour les spiritualistes, l'univers possède une nature spirituelle, supérieure à la matière, et l'homme, par sa conscience, son âme ou son esprit, ne se réduit pas à la seule matière.
- Idéalisme et réalisme. Pour les tenants de l'idéalisme épistémologique, il n'y a pas de réalité indépendamment de la pensée, le monde se réduisant aux représentations que l'homme en a. À l'inverse, pour un réaliste, l'homme perçoit les choses telles qu'elles sont réellement.
- Mécanisme et vitalisme. Le matérialisme mécaniste explique tout par les causes efficientes, celles qui produisent, modifient ou transforment une chose, la nature par exemple. Au contraire, pour les vitalistes, un principe vital — distinct des forces physico-chimiques et de l'âme pensante — régit l'univers et les êtres[1].
- Déterminisme et finalisme. Pour les déterministes, les phénomènes sont le résultat du jeu des causes efficientes[N 1]. Pour les finalistes, il existe un but, une cause finale qui donne une direction à tout phénomène naturel[N 2]. Le déterminisme, qui fonde la science actuelle, est notamment à l'origine, pour la première fois dans l'histoire, de guérisons innombrables, applications pratiques des compréhensions fines et des découvertes biologiques liées à l'hérédité, l'organogenèse et les mécanismes biomoléculaires de l'évolution. Ce tronc philosophique du déterminisme est l'origine de la théorie synthétique de l'évolution, qui est déterministe, mécaniste et réductionniste. Quant aux finalistes, soit ils rejettent toute idée d'évolution (créationnisme), soit ils intègrent certains faits scientifiques accumulés en faveur de l'évolutionnisme auxquels ils rajoutent une force organisatrice. Ce principe « directionnel » a porté entre autres dénominations : entéléchie, force vitale, principe directeur, holisme, organicisme, orthogenèse, dessein intelligent, principe anthropique, le point Ω de Pierre Teilhard de Chardin[2].

## Critiques à caractère idéologique
Elles sont les premières à intervenir : Darwin a d'abord été jugé selon le contexte économique, politique et social de son temps, voire comme un reflet de celui-ci.

### Karl Marx et Friedrich Engels
Friedrich Engels (1820-1895) s'intéressait à l'histoire de la nature, ce dont témoigne son ouvrage Le rôle du travail dans le passage du singe en homme, qui s'inspire des travaux de Ernst Haeckel, ainsi que Dialectique de la nature, qui va à contre-courant de la vision linéaire des processus naturels observés par les scientifiques de l'époque. C'est Engels qui fait découvrir L'Origine des espèces (1859) de Darwin à Marx (1818-1883). Ce dernier va référencer cet ouvrage dans Le Capital, où il indique l'analogie et la distinction entre « l'histoire de la technologie naturelle » (mécanisme) et « l'histoire de la formation des organes productifs de l'homme social » (phénomène). Ainsi, comme le processus évolutif dont témoigneraient les becs des pinsons des îles Galapagos, Marx considère que « La période manufacturière simplifie, améliore et multiplie les outils de travail en les adaptant aux fonctions spécifiques exclusives des travailleurs partiels. » ; « C'est ainsi, par exemple, que des couteaux destinés à couper toutes sortes de choses peuvent, sans inconvénient, avoir une forme commune, tandis qu'un outil destiné à un seul usage doit posséder pour tout autre usage une toute autre forme. »
Par la suite, Marx lut avec encore plus d'enthousiasme Origine et transformations de l'homme et des autres êtres de Pierre Trémaux en y voyant « un progrès par rapport à Darwin ». Mais Engels lui écrit que la théorie de Trémaux « ne repose sur rien, pour la simple raison qu'il ne comprend pas la géologie et qu'il est incapable de la plus ordinaire des critiques historico-littéraires. »
En transposant, contrairement à la vision de Darwin, l'idée de sélection naturelle à la société humaine, Marx et Engels ont attribué un sens idéologique au darwinisme, :

« Il est curieux de voir comment Darwin retrouve chez les bêtes et les végétaux sa société anglaise avec la division du travail, la concurrence, l’ouverture de nouveaux marchés, les « inventions » et la « lutte pour la vie » de Thomas Malthus. C’est le bellum omnium contra omnes (la guerre de tous contre tous) de Hobbes, et cela fait penser à la phénoménologie de Hegel, où la société bourgeoise figure sous le nom de « règne animal intellectuel », tandis que chez Darwin, c’est le règne animal qui fait figure de société bourgeoise. »

— Lettre de Marx à Engels du 18 juin 1862

« Toute doctrine darwiniste de la lutte pour la vie n’est que la transposition pure et simple, du domaine social dans la nature vivante, de la doctrine de Hobbes : bellum omnium contra omnes et de la thèse de la concurrence chère aux économistes bourgeois, associée à la théorie malthusienne de la population. Après avoir réalisé ce tour de passe-passe […], on retranspose les mêmes théories cette fois de la nature organique dans l’histoire humaine, en prétendant que l’on a fait la preuve de leur validité en tant que lois éternelles de la société humaine. Le caractère puéril de cette façon de procéder saute aux yeux, il n’est pas besoin de perdre son temps à en parler. »

— Lettre de Engels à Lavrov du 12 [17] novembre 1875
Dans le cadre de la nouvelle conception de l'histoire et de la société qu'il a développée, Marx voit dans la sélection naturelle, moteur de l’histoire de la nature, une analogie avec la lutte des classes générée par l'évolution de la technique, moteur de l’histoire sociale,,. Marx et Engel défendent la conception matérialiste de la théorie darwinienne, même s'ils condamnent sa vision mécanique et linéaire (non dialectique) de l'histoire du monde naturel et sociétal marquée par l'idée d'un progrès inéluctable dans le sens défini par l'« idéologie bourgeoise »[réf. souhaitée].

### Autres auteurs
L'historien des sciences André Pichot a consacré un chapitre entier de son Histoire de la notion de vie (1993) à une analyse très critique des thèses de Darwin. Pichot est également l'auteur de La société pure : de Darwin à Hitler (2001) et de Aux origines des théories raciales, de la Bible à Darwin (2008), qui retracent l'origine des idées eugénistes et racistes et montrent en quoi le darwinisme, en tant que corpus qui se dit scientifique, a servi à justifier certaines pratiques et idéologies. Pichot est ainsi un des rares critiques du darwinisme à ne pas se cantonner au seul terrain scientifique, mais à réussir à articuler en un tout la critique épistémologique des théories dominantes en biologie (hérédité, génétique, darwinisme) avec la critique historique, politique et sociale des idéologies qui les ont en partie inspirées et qu'en retour elles viennent conforter,.
Le philosophe Pierre Macherey rapporte que  Georges Canguilhem, anciennement directeur de l'Institut d'histoire et de philosophie des sciences et des techniques, attribue aux théories évolutionnistes le caractère d' « idéologie scientifique ». D'autres auteurs avancent la même critique, tel l'historien des sciences Jacques Roger, pour qui le terme idéologie désigne « tout ce qui, dans une pensée scientifique, ne relève pas réellement de la pensée scientifique, ou de la démarche, ou de la méthode scientifique ».
Les marxistes, tels Paul Lafargue ou Anton Pannekoek, défendent la théorie darwinienne de l'évolution pour des raisons idéologiques, c'est-à-dire en tant qu'elle s'oppose au créationnisme ou à la théologie naturelle. Comme Marx et Engels, Lafargue et Jules Guesde défendent le point de vue matérialiste de la théorie de l'évolution. Pannekoek, dans Darwinisme et Marxisme, explore le lien entre la nature et la société tout en défendant Darwin du darwinisme social. Ainsi, ces marxistes condamnent Haeckel (moniste, panthéiste, inventeur du mot « écologie »), Huxley (agnostique, eugéniste⇔néoconservateur), Spencer (darwiniste social⇔(néo)libéral) et leur idéologie. La pensée évolutionniste de ces derniers est influencée par leur milieu social, leur anti-socialisme et les préjugés existant bien avant Darwin. Pour eux, la sélection naturelle est le moteur du monde (nature et société) et de son histoire. Dans les domaines scientifique et philosophique, les évolutionnistes ne font pas de différence entre les phénomènes naturels et les phénomènes sociétaux. Cependant, d'un point de vue éthique, ils posent un libre arbitre entre la société et la nature qui limiterait les méfaits de la sélection naturelle sur l'individu civilisé. Mais, d'un point de vue sociologique et psychologique, le libre arbitre n'est pas suffisant et reste dans un cadre strictement idéologique. 
Chez tous les évolutionnistes (matérialistes ou non), il n'y a pas de sauts dialectiques ou de contradiction entre la nature et la société. Du point de vue évolutionniste, c'est la loi naturelle, donc la sélection naturelle, qui régit l'évolution sociale. Quant à la vision des matérialistes dialecticiens, il existe un saut dialectique entre la nature et la société. Ainsi, bien que les sociétés fassent partie de l'histoire de la nature, les phénomènes sociologiques générés sont en contradiction avec les phénomènes naturels comme la sélection naturelle. Patrick Tort parle d'effet réversif de l'évolution dont le principe existe déjà chez Darwin dans La Filiation de l'homme (1871).

## Critiques à caractère scientifique
Pour le biologiste Jean Rostand, « le monde postulé par le transformisme est un monde féerique, fantasmagorique, surréaliste. Le point capital, on y revient toujours, est que nous n’avons jamais assisté même en petit à un phénomène authentique d’évolution » (macroévolution). Pourtant, « je crois fermement — parce que je ne vois pas le moyen de faire autrement — que les mammifères sont venus des lézards et les lézards des poissons, mais quand j’affirme, quand je pense pareille chose, j’essaie de ne point méconnaître quelle en est l’indigeste énormité, et je préfère laisser dans le vague l’origine de ces scandaleuses métamorphoses que d’ajouter à leur invraisemblance celle d’une interprétation dérisoire ».
Le zoologiste Pierre-Paul Grassé a présenté ses principaux arguments contre le darwinisme, sans pour autant proposer une théorie nouvelle, dans son ouvrage L'évolution du vivant, matériaux pour une nouvelle théorie transformiste (1973). Contre l'idée selon laquelle l'évolution des êtres vivants est le produit de la sélection naturelle et des changements qui surviennent dans l'environnement, il met en avant les espèces panchroniques, c'est-à-dire les espèces qui ont arrêté d'évoluer à un moment donné et qui sont restées à peu près telles quelles jusqu'à nos jours malgré de grandes modifications géologiques, climatiques, etc. ; il en donne de nombreux exemples dans Les formes panchroniques et les arrêts de l'évolution (p. 133). Ainsi, l'évolution est pour lui un processus qui n'est pas nécessaire, il ne s'effectue pas sous la contrainte des forces physiques extérieures à l'être vivant. Pour l'expliquer, il pense qu'il faut donner la priorité à la dynamique interne propre aux êtres vivants. À partir de là et de l'examen des archives fossiles, il en conclut que l'évolution est orientée (et non dirigée comme l'avance l'orthogenèse, qu'il critique) vers un accroissement de la complexité des êtres vivants. Ainsi, Pierre-Paul Grassé se situe sur le terrain du néo-lamarckisme[réf. souhaitée].
Si au cours des dernières décennies, certains auteurs avec une formation en biologie ont pu produire des livres critiquant Darwin, la biologie de l'évolution et de la sélection naturelle ne sont pas l'objet de controverses pour la majorité des scientifiques. Dans La Science, l'Évolution et le Créationnisme : un point de vue de l'Académie nationale des sciences et de l'Institut de médecine des États-Unis, les préfaciers, après avoir rappelé en préambule les limites de la science actuelle, considèrent que :   
« Il n’y a pas de controverse dans le monde scientifique quant à la réalité de l’évolution et de son déroulement. Bien au contraire, les preuves en faveur de « la descendance avec modification », ainsi que la dénommait Charles Darwin, sont à la fois écrasantes et confondantes. Au cours du siècle et demi qui a suivi la publication de l’ouvrage capital de  Darwin (« L’origine  des espèces », publié en 1859) les chercheurs ont mis en lumière de façon détaillée bien des mécanismes qui sous-tendent la variation biologique, l’hérédité et la sélection naturelle, et ils ont montré comment ces mécanismes conduisent à un changement biologique au cours du temps. Compte tenu de cet immense corpus de données et de preuves, les savants considèrent l’existence de l’évolution comme l’un des faits scientifiques les mieux établis. »

### Hasard
Tout en restant fidèle au principe de la sélection naturelle, le paléontologue Yves Coppens fait partie des chercheurs qui soulignent les lacunes du néo-darwinisme dans l'explication de l'évolution des espèces. Il remet notamment en cause l'importance conférée au hasard dans la théorie néo-darwinienne : 

« Au risque de faire hurler les biologistes, et sans revenir aux thèses de Lamarck, je crois qu'il faudrait s'interroger sur la façon dont les gènes pourraient enregistrer certaines transformations de l'environnement. En tout cas, le hasard fait trop bien les choses pour être crédible... L'apparition d'un préhumain qui tape sur les cailloux, fabrique des outils, de manière un peu occasionnelle, puis de plus en plus fréquente, jusqu'à en faire une culture, ou, si l'on préfère, le développement de la conscience, qui finit par créer un environnement culturel, cela est aussi, pour moi, un grand mystère. On part d'un être instinctif, sans liberté individuelle, pour arriver à un homme qui a acquis une liberté d'action et un libre arbitre grâce à la connaissance qu'il a accumulée et transmise... »

### Chaînons manquants
Le manque de formes intermédiaires dans des domaines précis a été dès le début et reste un argument employé par les opposants aux théories de l'évolution, confortés dans leurs convictions par les aveux d’ardents défenseurs de cette théorie tels le paléontologue George Simpson, qui écrit : « ... il n'en reste pas moins vrai, comme le savent tous les paléontologues, que la plupart des nouvelles espèces, des nouveaux genres et des nouvelles familles, et que presque tous les niveaux supérieurs au rang de famille, apparaissent soudainement dans les relevés et ne sont pas précédés de séquences transitoires graduelles et continues. » D'autres scientifiques, qui ne remettent pas en cause la théorie de l'évolution des espèces, ont des vues similaires :
- Steven M. Stanley, paléontologue et biologiste : « Le registre fossile connu ne permet pas de documenter un seul exemple d'évolution phylétique accomplissant une transition morphologique majeure et donc n’offre aucune preuve que le modèle gradualiste puisse être valable[31]. » (Phylétique : relatif au mode de formation des espèces. Le Robert.)
- Stephen Jay Gould, paléontologue : « Tous les paléontologues savent que le registre fossile contient très peu de formes intermédiaires ; les transitions entre les principaux groupes sont typiquement abruptes[32].  [...] notre incapacité, même dans notre imagination, à concevoir des intermédiaires fonctionnels dans de nombreux cas, a été un problème persistant et lancinant pour les théories gradualistes de l'évolution[33] », raison pour laquelle Gould a avancé une autre théorie : celle des équilibres ponctués[34].
- Pierre-Paul Grassé, zoologiste: « Dans l’histoire des Primates, il faut bien se garder de prendre pour argent comptant les reconstitutions de nos ancêtres, fondées sur de misérables documents (quelques dents, un fragment de mâchoire, une calotte crânienne), que proposent, avec sérieux, des paléontologistes débordant d’imagination. Ceci explique la promptitude avec laquelle les arbres généalogiques de l’Homme sont dressés, mais aussi abattus[35]. »
- Ernst Boris Chain, biologiste, Prix Nobel de physiologie ou médecine : « Postuler que le développement et la survie des plus aptes résulte entièrement de mutations aléatoires me semble une hypothèse qui ne se fonde sur aucune preuve et qui est irréconciliable avec les faits. Ces théories évolutionnistes classiques constituent une simplification très exagérée d’un ensemble de faits extrêmement complexes et enchevêtrés, et il est surprenant qu’elles puissent être accueillies si facilement et sans critique, et depuis si longtemps, par tant de scientifiques, sans un seul murmure de protestation[36]. »

D'autres scientifiques, par contre, considèrent que s'il était effectivement difficile de trouver des fossiles montrant les étapes de l'évolution conformément à la théorie à l'époque de Darwin, la biologie contemporaine dispose de nombreux exemples de fossiles transitionnels, entre autres chez les hominidés. Pour ceux-ci, la question est de déterminer si certains appartiennent à la lignée humaine, à celles d'autres primates vivants ou à des lignées éteintes.[réf. souhaitée]
Pour le physicien et philosophe des sciences Wolfgang Smith, la microévolution est un fait incontestable alors qu’aucune preuve scientifique de macroévolution n’a jamais été fournie, les prétendues formes transitionnelles ne l’étant nullement. Si la macroévolution ou la spéciation était réelle, poursuit-il, notre époque offrirait de nombreux exemples de formes transitionnelles, c’est-à-dire d’espèces vivantes présentant des structures naissantes dans tous les états d'achèvement, depuis des excroissances méconnaissables jusqu'à des formes développées, ce qui n'est pas le cas. Smith affirme que la science pourrait facilement démontrer que les formes transitionnelles n’ont jamais existé. Mais le mythe perdure, car, comme il l’explique, chez l’Occidental devenu majoritairement rationaliste et matérialiste, fermé à toute cause transcendante et à toute possibilité de connaissance du même ordre, la théorie de l’évolution représente la seule possibilité acceptable, avec ou sans preuves.
Certains biologistes comme David Raup affirment que l'apparition de nouvelles espèces est trop rapide pour laisser des traces géologiques. Ce dernier a déploré l'instrumentalisation de ses travaux par certains mouvements créationnistes. Or ce débat entre équilibre ponctué et gradualisme est interne à la biologie de l'évolution ; il ne remet pas en cause ses principes mais cherche seulement à en caractériser la dynamique à l'échelle des temps géologiques.[réf. souhaitée]

### Complexité irréductible
Henri Bergson s'oppose à Darwin sur un point important : la réductibilité du phénomène vivant à une explication mécaniste, surtout pour des raisons épistémologiques liées à la fonction de notre intelligence ; celle-ci, dans une perspective pragmatique, vise l'action et constitue elle-même un outil d'adaptation. Le modèle établi par Darwin, selon lui conséquence de notre faculté de connaître, resterait encore insuffisant et exigerait une explication philosophique et intuitive de l'évolution. L'existence même d'une évolution n'est jamais remise en cause par Bergson, ni d'ailleurs par Arthur Koestler, mais tous deux insistent sur le fait que si son rôle d'élimination est indiscutable, son apport explicatif à des successions d'innovations en cascade reste problématique même sur les durées considérées, essentiellement pour des raisons de dilution de mutations qui, isolées, resteraient sans effet[réf. souhaitée].

#### L’œil
Plusieurs opposants à la théorie de l'évolution darwinienne, notamment Henri Bergson dans L'évolution créatrice, arguent que certains organes, comme l'œil humain (ou celui du homard) exigent un agencement très précis et concourant de différents éléments pour fonctionner correctement. Ils ne pourraient donc être le résultat d'une évolution progressive par sélection naturelle : une ébauche d'œil ne fonctionnerait pas et ne donnerait pas un avantage sélectif significatif. Arthur Koestler estime même, dans Janus, que cette mutation inutile aurait de fortes chances de se diluer et de disparaître bien avant que les suivantes n'apparaissent pour la compléter[réf. souhaitée]. Points de vue scientifiques :
Nilsson et Pelger soutiennent que l'apparition d'un œil complexe peut être très rapide. Sous des hypothèses particulièrement pessimistes, 400 000 générations suffiraient à former un œil camérulaire (c.-à-d. constitué d’un cristallin et d’une rétine comme celui des vertébrés) selon les modèles prédits par la théorie de l'évolution.
Le fait que la rétine des céphalopodes et celle des vertébrés ne soit pas « montée » dans le même sens montre que les yeux de ces deux groupes ne sont pas homologues et se seraient développés par des voies différentes. Ce montage à l'envers, considéré comme une imperfection chez les vertébrés, est présenté par Richard Dawkins comme une preuve de l'imperfection de l'œil des vertébrés, et donc du fait que ce dernier ne résulte pas de l'application d'un plan préétabli mais au contraire d'adaptations successives, comme un argument contre le créationnisme et le dessein intelligent[réf. souhaitée].

### Catastrophisme
Le principal défenseur scientifique du catastrophisme au début du XIXe siècle était l'anatomiste et paléontologue français Georges Cuvier. Pour lui, les archives stratigraphiques indiquaient que la Terre avait connu à plusieurs reprises des épisodes catastrophiques de grande ampleur (cataclysmes, tremblements de terre, déluges, éruptions volcaniques, etc.), séparés par de longs intervalles de stabilité. Sa motivation était d'expliquer les schémas d'extinction et de succession faunistique que lui et d'autres observaient dans le registre fossile.

## Critiques à caractère religieux
Face au quasi-consensus scientifique actuel, une bonne partie de l'humanité soit conteste la théorie de l'évolution, soit ignore son existence. Il s'agit en général des populations traditionnelles ou religieuses, tenantes de diverses formes de créationnisme. Les raisons de cette opposition sont les contradictions qu'elles perçoivent entre les théories scientifiques et leur interprétation des mythes fondateurs ou des textes sacrés (comme le Livre de la Genèse pour le judaïsme et le christianisme), qui attribue à la volonté divine la création du monde et de la vie, ainsi que la place centrale que l'homme y occupe.[réf. souhaitée]
Le point de vue scientifique : en science, une théorie est une explication cohérente des phénomènes naturels basée sur l'observation directe et l'expérimentation. Les théories sont logiques, prédictives et testables. Elles sont ouvertes à la critique et lorsqu'elles apparaissent erronées, elles sont modifiables ou annulables. Sur la base de cette définition, l'évolution est catégorisée avec d'autres théories scientifiques telles que les théories de la gravité ou la théorie atomique, qui, comme l'évolution, sont universellement acceptées par la grande majorité des scientifiques. Contrairement à l'évolution, le dessein intelligent et le créationnisme ne sont pas de la science parce qu'ils échouent à rencontrer les exigences scientifiques essentielles et nécessaires : ils ne sont pas fondés sur l'observation directe ou l'expérimentation pas plus qu'ils ne génèrent des prédictions testables. Dès lors, pour les scientifiques, offrir ces « croyances » comme alternative à l'évolution ou leur donner un temps égal dans les classes de science minimise l'importance de la science.

### Créationnisme
Les tenants d'une vision religieuse ou spirituelle généralement inspirée d'une exégèse littérale des textes sacrés critiquent la théorie darwinienne. Ces critiques créationnistes ne se prétendent pas scientifiques, elles s'inscrivent dans le débat « raison et foi » ou « science et religion ».
Dans le cadre de la réhabilitation de Galilée (1564-1642) par l’Église catholique (1992), le pape Jean-Paul II déclara à l'encontre des théologiens de l'époque : « Ainsi la science nouvelle, avec ses méthodes et la liberté de recherche qu'elle suppose, obligeait les théologiens à s'interroger sur leurs propres critères d'interprétation de l'Écriture. La plupart n'ont pas su le faire. ». En 1996, il affirma que « l'évolution est plus qu'une hypothèse », tout en soulignant que certains aspects de cette théorie « qui, en fonction des philosophies qui les inspirent, considèrent l’esprit comme émergeant des forces de la matière vivante ou comme un simple épiphénomène de cette matière, sont incompatibles avec la vérité de l’homme.[...] Pie XII avait souligné ce point essentiel : si le corps humain tient son origine de la matière vivante qui lui préexiste, l'âme spirituelle est immédiatement créée par Dieu ».
La Revue réformée (Faculté Jean Calvin, Aix-en-Provence) souligne que les fossiles constituent les seuls témoins d'une éventuelle évolution d'une espèce vers une autre, et que le nombre de fossiles à l'époque de Darwin était insuffisant pour servir de preuve, ce que Darwin lui-même admit. Aujourd'hui on dispose de deux cents millions de fossiles et, selon la revue, leur examen témoigne, d'une part, de catastrophes de grande ampleur et, d'autre part, de la discontinuité, de la complexité et de la stabilité des espèces, mais nullement de formes intermédiaires, ce que les scientifiques créationnistes font valoir pour contester les théories de l'évolution. La revue développe également un argumentaire à l'encontre des conclusions scientifiques relatives à la sélection naturelle et aux mutations génétiques, et termine en rappelant ces mots de la Genèse : « Dieu créa (…) selon leur espèce. »

### Dessein intelligent
Le dessein intelligent (intelligent design en anglais) est la thèse selon laquelle « certaines observations de l'Univers et du monde du vivant sont mieux expliquées par une cause intelligente que par des processus aléatoires tels que la sélection naturelle. ». Cette thèse a été développée par le Discovery Institute, un cercle de réflexion conservateur chrétien américain. Le dessein intelligent est présenté comme une théorie scientifique par ses promoteurs, mais dans le monde scientifique, il est considéré comme relevant de la pseudo-science, tant par des arguments aussi bien internes à la biologie (les promoteurs du dessein intelligent apparaissant aux biologistes comme ne tenant pas compte de nombreuses observations) qu'épistémologiques (en particulier le critère de réfutabilité de Karl Popper).[réf. souhaitée]
La plupart des commentateurs[évasif] y voient une résurgence du créationnisme, dissimulée sous une apparence de scientificité, et les Américains[évasif] la classent désormais dans les théories néo-créationnistes, en particulier à la suite de la publication du Wedge Document. D'un point de vue idéologique, les deux thèses sont apparentées (intervention d'une puissance supérieure).[réf. souhaitée]
L'ancien chef astronome du Vatican, le révérend George Coyne, a affirmé que le dessein intelligent « n'est pas de la science, même s'il en a la prétention».

## Critiques à caractère philosophique
Á propos de l’être humain, Jean-Paul II considère que la science actuelle décrit et mesure « avec toujours plus de précision les multiples manifestations de la vie et les inscrit sur la ligne du temps » mais qu'elle ignore ce qu’est l’homme dans sa totalité car son champ d’observation exclut, par définition, la conscience et l’esprit humains : « l'expérience du savoir métaphysique, de la conscience de soi et de sa réflexivité, celle de la conscience morale, celle de la liberté, ou encore l'expérience esthétique et religieuse, sont du ressort de l'analyse et de la réflexion philosophiques, alors que la théologie en dégage le sens ultime selon les desseins du Créateur ».
Le philosophe irano-américain Seyyed Hossein Nasr, diplômé de Harvard — master en géologie et géophysique, doctorat en histoire des sciences — rejette les théories de l'évolution notamment pour les raisons suivantes :
- l'apparition soudaine, constatée par les scientifiques, de nouvelles espèces au sein de différentes périodes géologiques et sur des zones très étendues, comme par exemple certains groupes de vertébrés non apparentés[54] ;
- l'absence quasi totale, dans les rapports stratigraphiques, de fossiles intermédiaires entre les grands groupes[54] ;
- l’impossibilité d'une ébauche de vision chez un animal aveugle ou du développemnt d’une paire d’ailes chez un insecte ou un poisson qui, en outre, devraient se mettre à voler[55] ;
- l’impossibilité, en partant d’une intelligence animale, de développer une capacité de raisonnement aussi sophistiquée que celle qui caractérise l’être humain[56], dont la conscience est capable de réfléchir sur elle-même, d'être consciente qu'elle est consciente[57] ;
- les variations qui sont présentées par les partisans de l'évolution comme des « bourgeons » d'une nouvelle espèce ne sont que des variantes dans le cadre d'une même espèce[58], chaque espèce possédant un potentiel de déploiement qui ne peut se manifester qu’à l’intérieur de l’espèce en question ; cette micro-évolution est la seule évolution possible[59] ;
- le témoignage de biologistes et de paléontologues qui, tout en acceptant la théorie de l'évolution en l’absence d’une alternative scientifique plausible, sont conscients du caractère « surnaturel » de cette théorie[60],[61].

Comme le relève la philosophe Marietta Stepaniants, pour Nasr, « l’absurdité de cette théorie » se révèle dans sa volonté de ne faire appel qu’à « des causes horizontales et matérielles dans un monde unidimensionnel, pour expliquer des effets dont les causes appartiennent à d'autres niveaux de réalité ». Selon Nasr, cette théorie, qui ressort davantage de la philosophie que de la science, est souvent défendue avec intransigeance par ses adeptes car elle est la seule qui puisse être acceptée par la vision matérialiste et réductionniste actuellement dominante en Occident. Quoi qu’il en soit, pour Nasr, la science est tout aussi incapable de prouver objectivement qu'un processus évolutif ait abouti à une nouvelle espèce, que de prouver « l’inexistence d’une causation verticale » à l'apparition des espèces.
Les articles suivants développent, conformément à la perspective scientifique aujourd'hui largement dominante, les thèmes relevés ci-dessus par Seyyed Hossein Nasr : Évolution (biologie), Explosion cambrienne, Forme transitionnelle, Microévolution et macroévolution, Spéciation.

## Critiques à caractère métaphysique

### Pérennialisme
Pour les métaphysiciens traditionalistes comme René Guénon, l’idée d’une évolution du genre humain à partir d’une espèce infra-humaine n’a pu se développer qu’en vertu d’une rationalité qui conteste tout ce qui la dépasse, — c’est-à-dire le surnaturel aussi bien dans le macrocosme que dans le microcosme —, et qui, selon eux, se manifeste en particulier par les philosophies modernes, dont la seule certitude est le doute. Dans ces conditions, estime Titus Burckhardt, le monde scientifique, majoritairement fermé aux doctrines traditionnelles et à la métaphysique, donc ignorant les degrés de la réalité qui dépassent le plan formel, n’avait d’autre choix que de se forger une philosophie acceptable à son propre entendement et qui, malgré son caractère hypothétique reconnu par une partie des scientifiques eux-mêmes, a été admise comme une évidence par la majorité des Occidentaux et même par une partie de l’Église catholique. Selon René Guénon, le plus ne peut jamais surgir du moins. Pour les métaphysiciens traditionalistes, une intelligence capable de parler et de lire, de s’interroger sur sa propre origine et sur sa destinée, capable également de sens moral et de création artistique, ne peut procéder d’une conscience animale qui en est incapable ; sans parler de l’apparition du règne animal lui-même.
Selon Frithjof Schuon :
« [L]'origine de la créature n'est pas une substance du genre de la matière, c'est un archétype parfait et immatériel : parfait et par conséquent sans nul besoin d'évolution transformante ; immatériel et par conséquent ayant son origine dans l'Esprit et non dans la matière. Certes, il y a trajectoire ; celle-ci va, non à partir d'une substance inerte et inconsciente, mais à partir de l'Esprit – matrice de toutes les possibilités – au résultat terrestre, la créature ; résultat jailli de l'invisible à un moment cyclique où le monde physique était encore beaucoup moins séparé du monde psychique qu'aux périodes plus tardives et plus « durcissantes ». » « La réponse à l'évolutionnisme, c'est la doctrine des archétypes et des « idées », celles-ci relevant de l'Être pur - ou de l'Intellect divin - et ceux-là de la substance primordiale dans laquelle les archétypes « s'incarnent » par une sorte de réverbération.  »

### Émanatisme
L'Un désigne chez Plotin et les autres néoplatoniciens le principe premier dont tout émane. L’« Intellect » (noûs) est la première émanation de l’Un ; il contient les « Idées » platoniciennes, essences immuables des phénomènes, archétypes de chaque espèce. De l'« Intellect » émane l’« Âme » (psyché), qui, à son tour, engendre le monde sensible. En vertu de la corrélation macrocosme-microcosme, ces trois hypostases universelles — indissociables de l'Un par essence —, s'identifient chez l'homme, depuis toujours, au ternaire esprit-âme-corps, ce qui écarte toute idée d'une évolution qui aurait abouti à l'espèce humaine,,. La doctrine de l'émanation évite l'écueil de l'anthropomorphisme tout en s'accordant avec la conception théologique de la creatio ex nihilo.

## Réponses à ces critiques
Le site TalkOrigins Archive (en), géré par un collectif de scientifiques évolutionnistes, liste et répond à près de sept cents arguments anti-évolution avancés principalement par des créationnistes,. Exemples :

- Les scientifiques interprètent ce qu'ils observent en fonction de leurs hypothèses. (CA 230)
- Les théories scientifiques changent régulièrement, comment se fier à ce qu'elles affirment aujourd'hui? (CA250)
- La science est basée sur le naturalisme alors que la nature n'est pas tout. (CA301)
- L'évolution n'ayant jamais été observée, cette théorie requiert autant de foi que le créationnisme. (CA612)
- Les aspirations morales, esthétiques, idéalistes ou religieuses des êtres humains prouvent que ceux-ci n'ont pas évolué à partir du règne animal. (CA630)
- L'évolution au sein d'une même espèce ne prouve pas la possibilité de l'émergence d'une nouvelle espèce. Les « preuves » avancées ne sont que des hypothèses. Si c'était une réalité, on verrait aujourd'hui des animaux inachevés, ce qui n'est pas le cas. (CB901-910, 925)
- Les prétendues formes intermédiaires entre deux espèces sont des formes définitives. (CC200)
- Des espèces intégralement formées apparaissent soudainement lors de l'explosion cambrienne. (CC300)
- Bien des scientifiques rejettent l'idée d'évolution et soutiennent le créationnisme. (CA111). Réponse (extrait) : « Les affirmations selon lesquelles les scientifiques rejettent l'évolution ou soutiennent le créationnisme sont souvent exagérées ou frauduleuses. De nombreux scientifiques doutent de certains aspects de l'évolution, en particulier des hypothèses récentes à ce sujet. Tous les bons scientifiques sont sceptiques à l'égard de l'évolution (et de tout le reste) et ouverts à la possibilité, même lointaine, de voir apparaître de sérieuses remises en question. Les créationnistes s'emparent souvent de ces expressions d'un scepticisme sain pour insinuer que l'évolution est hautement contestable. Ils ne comprennent pas que le fait que l'évolution ait résisté à de nombreuses années de remise en question signifie en réalité qu'elle est aussi certaine que les faits peuvent l'être. »